# Шелудченко, Владимир Ильич
Владимир Ильич Шелудченко (8 июля 1949, Макеевка, Донецкая область) — бывший глава правления НАК «Нафтогаз Украины» (2006-2007).

## Образование
В 1977 году получил диплом инженера-механика в Донецком политехническом институте. Доктор технических наук: защитил диссертацию на тему «Способы повышения эффективности эксплуатации газотранспортных систем и ресурсосберегающие технологии теплогазопоставок».

## Карьера
В советский период Шелудченко получил опыт партийной работы. Окончил Высшую школу ЦК КПУ, трудился секретарем парткома треста «Горловкахимстрой» и в Донецком обкоме КПУ, вторым секретарем Добропольского горкома партии. В последние годы существования СССР работал начальником Донецкого облуправления коммунального хозяйства, первым заместителем председателя исполкома Донецкого облсовета.
После чего, в 1991 году, перешел на энергетическую стезю — занял пост председателя правления ОАО «Донецкоблгаз» (там проработал до 1997 года). Побывал первым заместителем председателя Госкомитета нефтяной, газовой и нефтеперерабатывающей промышленности.
В 2003-2005 гг. занимал должность первого заместителя председателя правления НАК «Нафтогаз Украины».
С августа 2006 до февраля 2007 года являлся председателем правления Национальной акционерной компании «Нафтогаз Украины».